# Jeremy Tomuli
Pas d'image ? Cliquez ici

a Compétitions nationales et continentales officielles uniquement.

b Matchs officiels uniquement.
Dernière mise à jour le 27 octobre 2016.
Jeremy Tomuli, né le 13 octobre 1971 en Nouvelle-Zélande, est un joueur international samoan de rugby à XV. Il a évolue au poste de pilier (1,78 m pour 128 kg) au sein de l'effectif du FC Oloron jusqu'en 2016 avant de quitter le club pour aller jouer à Escou.

## Carrière

### En club
- 1999-2004 : US Colomiers
- 2004-2007 : Aviron bayonnais
- 2007-2008 : SU Agen
- 2008-2010 : Section paloise
- 2010-2016 : FC Oloron

### En équipe nationale
Il a honoré sa première cape internationale en équipe des Samoa le 11 novembre 2001 contre l'équipe d'Irlande.

## Palmarès
Jeremy Tomuli obtient quatorze sélections en équipe des Samoa  entre le 11 novembre 2001 contre l'équipe d'Irlande et le 17 juin 2006 contre le Japon.
Il participe à une édition de la coupe du monde, en 2003 où il joue contre l'Uruguay, la Géorgie, l'Angleterre et l'Afrique du Sud..